# Made in England
Albums de Elton John
Le Roi lion
(1994) Love Songs
(1996)
Singles
1. Believe
Sortie : 20 février 1995
2. Made in England
Sortie : 8 mai 1995
3. Blessed
Sortie : 1995
4. Please
Sortie : 1995

Made in England est le vingt-cinquième album studio d'Elton John, sorti en 1995. Il contient quatre singles incluant Believe, Made in England, Blessed, et Please. Elton John interprète régulièrement Believe sur scène. Made in England annonce le retour à un son plus classique, après des années 1980 et 1990 caractérisées par des nappes de claviers et des orchestrations plus épurées. Elton John est d'ailleurs épaulé par Paul Buckmaster (maître d'œuvre des orchestrations sur les premiers albums, comme Madman Across the Water). L'opus contient ainsi une des plus grandes réussites orchestrales de la star britannique : Belfast. 
L'album est généralement bien accueilli par l'ensemble de la presse spécialisée ; AllMusic lui attribue une note de 3 sur 5, Chicago Tribune de deux étoiles sur quatre, Entertainment Weekly une note de 8 étoiles sur 12 (B), Los Angeles Times de 3,5 sur 4, et Rolling Stone de 3,5 sur 5. L'album est certifié disque d'or en Allemagne, au Japon, en Suède, et au Royaume-Uni ; double disque d'or en France ; disque de platine en Autriche, en Espagne, en Suisse ; double disque de platine au Canada ; et triple disque de platine en Italie.

## Liste des titres
1. Believe – 4:55
2. Made in England – 5:09
3. House – 4:27
4. Cold – 5:37
5. Pain – 3:49
6. Belfast – 6:29
7. Latitude – 3:34
8. Please – 3:52
9. Man – 5:16
10. Lies – 4:25
11. Blessed – 5:01

## Classements
| Classements (1995)                 | Meilleure position |
| ---------------------------------- | ------------------ |
| Allemagne (Media Control AG)       | 4                  |
| Australie (ARIA)                   | 6                  |
| Autriche (Ö3 Austria Top 40)       | 1                  |
| Belgique (Flandre Ultratop)        | 8                  |
| Belgique (Wallonie Ultratop)       | 5                  |
| Canada (Canadian RPM Albums Chart) | 3                  |
| Danemark (Tracklisten)             | 5                  |
| Espagne (Promusicae)               | 3                  |
| Europe (European Top 100 Albums)   | 4                  |
| Finlande (Suomen virallinen lista) | 9                  |
| France (SNEP)                      | 2                  |
| Hongrie (Mahasz)                   | 17                 |
| Italie (FIMI)                      | 4                  |
| Japon (Oricon)                     | 13                 |
| Nouvelle-Zélande (RIANZ)           | 10                 |
| Norvège (VG-lista)                 | 3                  |
| Pays-Bas (Mega Album Top 100)      | 11                 |
| Portugal (AFP)                     | 6                  |
| Royaume-Uni (UK Albums Chart)      | 3                  |
| Suède (Sverigetopplistan)          | 8                  |
| Suisse (Schweizer Hitparade)       | 1                  |
| États-Unis (Billboard 200)         | 13                 |